# Eugène Thomas (homme politique, 1841-1903)
Pour les articles homonymes, voir Eugène Thomas (homonymie) et Thomas.
Eugène Thomas, né le 16 octobre 1841 à Champagne-sur-Seine (Seine-et-Marne) et mort le 19 août 1903 à Fontainebleau (Seine-et-Marne), est un homme politique français.

## Biographie
Marchand de bois, il est conseiller municipal de Fontainebleau en 1876, puis maire de 1896 à 1903. Il est également conseiller général. Il est sénateur de Seine-et-Marne de 1900 à 1903, inscrit au groupe de la Gauche républicaine.

## Source
- « Eugène Thomas (homme politique, 1841-1903) », dans le Dictionnaire des parlementaires français (1889-1940), sous la direction de Jean Jolly, PUF, 1960 [détail de l’édition]